# Fontellas
Fontellas és un municipi de Navarra, a la comarca de Tudela, dins la merindad de Tudela. Limita al nord amb Tudela i Cabanillas, al sud i oest amb Ablitas, i a l'est amb Ribaforada.

## Demografia
| Evolució demogràfica                                 | Evolució demogràfica | Evolució demogràfica | Evolució demogràfica | Evolució demogràfica | Evolució demogràfica | Evolució demogràfica | Evolució demogràfica | Evolució demogràfica | Evolució demogràfica | Evolució demogràfica |
| 1996                                                 | 1998                 | 1999                 | 2000                 | 2001                 | 2002                 | 2003                 | 2004                 | 2005                 | 2006                 | 2007                 |
| ---------------------------------------------------- | -------------------- | -------------------- | -------------------- | -------------------- | -------------------- | -------------------- | -------------------- | -------------------- | -------------------- | -------------------- |
| 651                                                  | 646                  | 709                  | 736                  | 809                  | 832                  | 799                  | 804                  | 828                  | 856                  | 861                  |
| Fonts: Fontellas i Institut d'Estadística de Navarra |                      |                      |                      |                      |                      |                      |                      |                      |                      |                      |